# 福田村 (福岡県)
福田村（ふくだむら）は、福岡県朝倉郡にあった村。現在の朝倉市の一部。

## 地理
筑後川支流・佐田川の下流域に位置していた。

## 歴史

### 沿革
- 1889年（明治22年）
  - 4月1日 - 町村制の施行により、下座郡小田村、平塚村、小隈村、白鳥村、中寒水村、倉吉村、一木村、来春村、頓田村、古賀村、柿原村、堤村が合併して村制施行し、福田村が発足[1][2]。
  - 10月1日 - 大字一木・頓田・古賀・堤・来春・柿原が分離し下座郡蜷城村大字相窪と合併して立石村が発足[1][2]。
- 1896年（明治29年）4月1日 - 郡の統合により朝倉郡に所属[1][3]。
- 1954年（昭和29年）4月1日 - 朝倉郡甘木町、安川村、秋月町、上秋月村、立石村、馬田村、蜷城村、三奈木村、金川村と合併し、甘木市を新設して廃止された[1][2]

## 産業
主要産業は米、小麦、菜種などを主とする農業。